# Fondremand
Fondremand és un municipi francès situat al departament de l'Alt Saona i a la regió de Borgonya - Franc Comtat. L'any 2007 tenia 189 habitants.

## Demografia

### Població
El 2007 la població de fet de Fondremand era de 189 persones. Hi havia 88 famílies, de les quals 31 eren unipersonals (9 homes vivint sols i 22 dones vivint soles), 35 parelles sense fills i 22 parelles amb fills.
La població ha evolucionat segons el següent gràfic:
Habitants censats

### Habitatges
El 2007 hi havia 109 habitatges, 88 eren l'habitatge principal de la família, 14 eren segones residències i 7 estaven desocupats. 105 eren cases i 4 eren apartaments. Dels 88 habitatges principals, 64 estaven ocupats pels seus propietaris, 22 estaven llogats i ocupats pels llogaters i 2 estaven cedits a títol gratuït; 2 tenien dues cambres, 17 en tenien tres, 13 en tenien quatre i 55 en tenien cinc o més. 79 habitatges disposaven pel capbaix d'una plaça de pàrquing. A 35 habitatges hi havia un automòbil i a 41 n'hi havia dos o més.

### Piràmide de població
La piràmide de població per edats i sexe el 2009 era:
| Homes | Edats   | Dones |
| ----- | ------- | ----- |
| 0     | 95 o +  | 0     |
| 0     | 90 a 94 | 0     |
| 4     | 85 a 89 | 0     |
| 0     | 80 a 84 | 0     |
| 8     | 75 a 79 | 4     |
| 4     | 70 a 74 | 4     |
| 4     | 65 a 69 | 12    |
| 0     | 60 a 64 | 4     |
| 0     | 55 a 59 | 0     |
| 4     | 50 a 54 | 4     |
| 8     | 45 a 49 | 12    |
| 12    | 40 a 44 | 4     |
| 0     | 35 a 39 | 8     |
| 12    | 30 a 34 | 8     |
| 8     | 25 a 29 | 4     |
| 0     | 20 a 24 | 0     |
| 0     | 15 a 19 | 4     |
| 0     | 10 a 14 | 8     |
| 8     | 5 a 9   | 0     |
| 4     | 0 a 4   | 0     |

## Economia
El 2007 la població en edat de treballar era de 127 persones, 100 eren actives i 27 eren inactives. De les 100 persones actives 96 estaven ocupades (49 homes i 47 dones) i 4 estaven aturades (3 homes i 1 dona). De les 27 persones inactives 14 estaven jubilades, 4 estaven estudiant i 9 estaven classificades com a «altres inactius».

### Ingressos
El 2009 a Fondremand hi havia 82 unitats fiscals que integraven 181 persones, la mediana anual d'ingressos fiscals per persona era de 19.127 €.

### Activitats econòmiques
Dels 4 establiments que hi havia el 2007, 1 era d'una empresa alimentària, 2 d'empreses de construcció i 1 d'una empresa d'hostatgeria i restauració.
Dels 3 establiments de servei als particulars que hi havia el 2009, 1 era una fusteria, 1 electricista i 1 restaurant.
L'any 2000 a Fondremand hi havia 6 explotacions agrícoles.

## Poblacions més properes
El següent diagrama mostra les poblacions més properes.